# Concordia (Honduras)
Concordia é uma cidade hondurenha do departamento de Olancho.